# РБЖ Азимут
«РБЖ Азимут» — украинский русско- и украинско-язычный литературный журнал, публиковавший фантастические рассказы. Издавался с 2006 по 2021 год в Одессе. Название журнала расшифровывается как «Руководство по борьбе за живучесть».

## Описание
Изначально идеей журнала было возрождение классической фантастики, которая не только развлекает, но и развивает воображение читателя, несёт элементы познавательности. «Задача не столько развлечь, сколько увлечь читателя, — полагает директор проекта Яценко Владимир. — Будущее делают образованные люди. Научная фантастика — это дополнительный мотив познания: узнать об окружающем мире не просто больше; узнать столько, сколько возможно».
Несколько лет (2010—2014) отбором рассказов для публикации занимался Литсовет в составе: П. Амнуэль (Израиль), Ю. Гавриленко (Россия), С. Жилевич (Беларусь), В. Яценко (Украина), И. Шлосберг (США). После смены редколлегии концепция[когда?] изменилась. Новый состав редколлегии по-прежнему отдавал предпочтение «твёрдой» научной фантастике, но публиковал и другие жанры: фэнтези, хоррор и любой другой вид фантастической прозы. Предпочтение отдавалось малой форме: до 1 а.л.
Рассказы отбирались на конкурсной основе. С 2007 года проводился ежеквартальный литературный конкурс «РБЖ-Азимут». В журнале публиковались как рассказы-победители, так и «аутсайдеры» конкурса, приглянувшиеся редколлегии. С 2010 года на основе материалов альманаха «РБЖ-Азимут» печатался ежегодник «РБЖ-Пресс». Ежегодники продаются через издательскую систему Амазон. Книги регистрировались в Библиотеке Конгресса).
Журнал содержал только тексты. За время существования в нём опубликовано более четырёх сотен произведений.
С 2014 года журнал публиковался в двух вариантах: «Канон» на украинском языке и «Апокриф» на русском. С 2020 года (с №41) журнал фактически выходил только на украинском языке. Последний номер журнала, №47, вышел в 2021 году. В 2022 году между украинской редколлегией и администрацией сайта РБЖ возник конфликт в связи с тем, что на сайте провели конкурс, где были разрешены рассказы на русском языке. Редколлегия отказалась признавать этот конкурс, его победители не были опубликованы. Сайт журнала перестал обновляться в 2023 году.

## Отправка экземпляров в космос
26 ноября 2013 года с космодрома «Байконур» стартовал транспортный грузовой корабль «Прогресс М-21М», на борту которого находились два экземпляра 22-го выпуска журнала «Азимут» (авторский сборник Анны Горелышевой). Книги были доставлены на Международную космическую станцию в составе посылок для российского экипажа. Успешная стыковка корабля состоялась 30 ноября 2013 года.
Российские космонавты экспедиции «37» Олег Валериевич Котов и Сергей Николаевич Рязанский приняли посылку и поместили один из экземпляров в библиотеку станции. Второй экземпляр вернулся на Землю 11 марта 2014 года на борту транспортного пилотируемого корабля «Союз ТМА-10М».